# Жељко Грујић
Жељко Грујић (Сарајево, 1961 — Пале, 3. септембар 2022) био је српски књижевник и публициста. Члан Удружења књижевника Српске. Добитник је награде „Пјесник - свједок времена“.

## Биографија
Жељко Грујић је рођен 1961. године у Сарајеву. Потиче из сеоске породице. Дјетињство је провео у романијском селу Костреша (околина Пала). Прва четири разреда основне школе завршио је у селу Калаузовићи (општина Соколац). Школовање је наставио на Палама, гдје је завршио и гимназију. Од 1980. до 1983. студирао је на Филозофском и Економском факултету у Сарајеву, међутим ниједан није завршио.
Објавио је књиге пјесама: „Сонети саучешћа“ (1996) и „Руже Јерихона“ (2000), те књигу публицистичких текстова „Крстоноше и сизифовци“ (1997). На Сарајеским данима поезије 2001. године, за роман „Руже Јерихона“ добио је награду „Пјесник - свједок времена“. Та збирка је проглашена и најбољом књигом пјесама у Републици Српској која је објављена у 2000. години.
Од 1994. до 1997. био је главни и одговорни уредник Српске новинске агенције (СРНА). Од 1999. године обавља функцију помоћника директора за уређивачку политику Агенције.
Почетком 2000-их Грујић се повлачи из новинарског позива и враћа се у село Костреша, гдје се бави сјечом дрва, узгојем и брањем гљива, вртларством, воћарством, као и алтернативном медицином (траварством).
Године 2004. враћа се на Пале и наставља професионални рад у Народној библиотеци, те ради на формирању Завичајног одјељења. Био је члан Удружења књижевника Српске. Са супругом Биљаном имао је кћерке Ивану и Оливеру.
Преминуо је 2022. године у Палама.